# Superjoint
Superjoint (ehemals Superjoint Ritual) war eine US-amerikanische Metal-Supergroup aus New Orleans, Louisiana, die im Jahr 1993 gegründet wurde.

## Geschichte

Das ehemalige Bandlogo

Bereits einige Jahre vor der Gründung von Superjoint Ritual lernten sich Jimmy Bower (Corrosion of Conformity, EyeHateGod) und Joseph Fazzio (Stressball) kennen. Nachdem sie zusammen gejammt hatten, kontaktierte Bower Phil Anselmo (Pantera). Im Jahr 1993 wurde daraufhin die Band gegründet, wobei Anselmo anfangs nur die Gitarre spielte. Da jedoch kein passender Sänger gefunden wurde, übernahm er den Gesang, woraufhin der Bassist Kevin Bond (Crowbar) die E-Gitarre übernahm. Bower und Anselmo kannten sich zudem schon durch ihre Tätigkeit bei Down. Anselmo sollte auf den folgenden Tonträger im Studio die E-Gitarre spielen, beschränkte sich live aber nur auf den Gesang. Im Jahr 1995 erschien ein erstes Demo, dem sich zwei Jahre später ein zweites anschloss.
Im Mai 2002 erschien das Debütalbum Use Once and Destroy, wobei die ersten 2.500 Kopien des Albums die Demoversionen der Lieder Little H und Starvation Trip als Bonus enthielten. Das Album wurde in einem Proberaum Anselmos aufgenommen und von Dave Fortman, Mitglied bei Ugly Kid Joe, produziert. Bei den Aufnahmen war als Bassist Michael Haaga vertreten. Von dem Album wurden insgesamt etwa 107.000 Einheiten verkauft. Am 7. Juni begann eine US-Tournee in Atlanta, Georgia, zusammen mit Skinlab. 
Für das Jahr 2003 wurde ein Album mit dem Titel Striking Fear into the Enemy: A Lethal Dose of American Hatred verkündet, das jedoch unter dem Namen A Lethal Dose of American Hatred erschien. Mittlerweile war Hank Williams III als neuer Bassist in der Band. Insgesamt verkauften sich fast 100.000 Stück von dem Album, wobei sich hiervon alleine in der ersten Woche nach der Veröffentlichung mehr als 20.000 Einheiten in den USA absetzten. Es folgten diverse Auftritte, unter anderem auch ein Konzert zusammen mit Sepultura in Brooklyn. Am 15. August 2003 begann die Gruppe in Little Rock, Arkansas, eine Tour zusammen mit Strapping Young Lad und Full Blown Chaos. Im Frühling 2004 ging die Band auf Tour durch Nordamerika zusammen mit Clutch und Deicide. Im Mai stieg Gitarrist Bower kurzzeitig aus, um in der Band Debris Inc. spielen zu können. Im Sommer 2004 nahm die Band an der Ozzfest-Tour teil, wobei sich Anselmo beim ersten Konzert am 10. Juli in Hartford, Connecticut, auf der Bühne übergab und verkündete, dass Pantera tot sei. 
Im Oktober erschien über Sanctuary Records die DVD Live at CBGB’s: Changing the Face of Music Through Through Umcomprimising Images. Nach dem Mord am Pantera-Gitarristen Dimebag Darrell am 8. Dezember 2004, zog sich Anselmo aus der Öffentlichkeit zurück. Anselmo war erstmals wieder am 15. August 2005 auf der Bühne, als er im CBGB bei EyeHateGod die E-Gitarre übernahm.
2004 kam es zudem zur Auflösung der Band aufgrund von Meinungsverschiedenheiten zwischen Anselmo und den anderen Bandmitgliedern.
Zum Housecore Horrorfilm Fest 2014 seines Labels Housecore Records kündigte Anselmo ein Reunionkonzert der Band an. Seit diesem Festivalauftritt trat die Gruppe wieder vereinzelt auf.
2016 veröffentlichte die Band ihr drittes Studioalbum, Caught Up in the Gears of Application.
In einem Interview im Juni 2019 erwähnte Anselmo, dass er nicht mehr daran interessiert sei, Superjoint weiterzuführen. Im Oktober 2020 sagte Bassist Stephen Taylor, er sei sich nicht sicher, ob die Band noch aktiv sei. Weitere Interviews mit Jimmy Bower im Jahr 2021 bestätigten, dass die Band aufgelöst ist und keine weiteren Arbeiten plant.

## Stil
Laut Greg Prato von AllMusic weise Use Once and Destroy Einflüsse von Gruppen wie Black Flag, Righteous Pigs, Celtic Frost und Voivod auf. Laut Christof Leim vom Metal Hammer könne man dem Album Einflüsse von Celtic Frost, Voivod und Black Flag, sowie aus Death-, Thrash-Metal und der NWoBHM anhören. Die „Stampfe-Sequenzen“ in den Songs würden an Down erinnern. Zudem schrieb er weiter: „Die Platte ist nicht verschachtelt im Prog Rock-Sinn (und hier sollte man ohnehin eher an Dillinger Escape Plan als an Dream Theater denken), sondern schlicht unvorteilhaft und unübersichtlich arrangiert“. Auch live sei die Band laut Matthias Weckmann vom Metal Hammer sehr aggressiv, destruktiv und alkoholreich, sodass die DVD Live in Dallas, TX 2002 an Metallicas Cliff 'Em All erinnere. Auf A Lethal Dose of American Hatred seien die Lieder laut Matthias Weckmann vom Metal Hammer der Band zwar besser strukturiert als auf dem Vorgängeralbum, jedoch seien diese noch immer sehr aggressiv. Christof Leim vom Metal Hammer beschrieb die Musik auf dem Album zudem als eine Mischung aus Hardcore Punk und Metal.

## Diskografie
- Demo Tape (1995) (Demo, 1995, Eigenveröffentlichung)
- Demo Tape (Demo, 1997, Eigenveröffentlichung)
- Use Once and Destroy (Album, 2002, Sanctuary Records)
- Live in Dallas, TX 2002 (DVD, 2002, Sanctuary Records)
- A Double Dose of American Hatred (Single, 2003, Sanctuary Records)
- A Lethal Dose of American Hatred (Album, 2003, Sanctuary Records)
- Live at CBGB’s: Changing the Face of Music Through Through Umcomprimising Images (DVD, 2004, Sanctuary Records)
- Caught Up in the Gears of Application (Album, 2016, Housecore Records)